# 李希烈
李 希烈（り きれつ、? - 786年）は、中国・唐の節度使。燕州遼西県の出身。淮南西道節度使の李忠臣（董秦）の族子。唐に対して反乱を起こした。

## 生涯
安禄山の乱に董秦（後の李忠臣）に従い転戦し、李忠臣の部将となる。やがて李忠臣が横暴となったため、大暦14年（779年）これを逐い自立して節度使となる。表面上は恭順を誓い、建中2年（781年）には反乱した山南東道節度使の梁崇義を滅ぼし使相となる。しかし翌年末恩賞の不満から反乱し楚国皇帝と称し、元号を武成とした。朱泚に応じて東都（洛陽）を攻撃した。興元元年（784年）に諸鎮が帰順した後も降らず戦う。慰諭の特使として顔真卿が遣わされたのを捕らえ、配下となるよう説得したが従うことがなかったため、これを殺した。貞元2年（786年）に至り劣勢となり配下の陳仙奇によって殺された。

## 伝記資料
- 『新唐書』「李希烈伝」